# Tunon
Tunon is een bestuurslaag in het regentschap Tegal van de provincie Midden-Java, Indonesië. Tunon telt 5555 inwoners (volkstelling 2010).